# リジェ・JS39
リジェ・JS39 (Ligier JS39) は、リジェチームが1993年のF1参戦に用いたフォーミュラ1カー。デザイナーはジェラール・ドゥカルージュとジョン・デイビス。1994年シーズンも全戦で使用された。決勝最高成績は2位。

## 概要

### 開発
リジェへのエンジン供給2年目となるルノーとのパイプを生かし、ウィリアムズ製の6速セミオートマチックトランスミッション（セミAT）を搭載。トラクションコントロールとアクティブサスペンションは自社で開発していたが、アクティブサスペンションは実戦投入されず、パッシブ方式のペンスキー製ダンパーを使用する。ルノーエンジンでウィリアムズと異なる部分は、メンテナンス/組み上げ作業がメカクローム社によって行われる（ウィリアムズはルノー・スポール）点と、エンジンマネージメントシステムもウィリアムズと違いメカクローム製のシステムであるが、ルノーのベルナール・デュドいわく「それによる性能の差異はほとんど生じていない。」というもので、ルノーパワーを生かすマシンの空力面の性能が課題であった。前作JS37、前々作JS35と空力面での遅れがリジェの弱さと言われていたが、このJS39も登場時は太目のノーズラインやサイドポッド後部の処理などを見たパドック関係者から「リジェの使っている風洞実験室はこの数年データが狂っているのではないか？」と噂されるなどエアロダイナミクスを低く評されていた。メーターパネルもルノー製である。なお、JS39は1970年代からマシン設計をしてきたジェラール・ドゥカルージュが設計に携わった最後のF1マシンである。

### 1993年シーズン
シーズンオフに創設者のギ・リジェが運営から手を引き、新オーナーの実業家シリル・ド・ルーブルに売却し交代。チーム名こそリジェのままだが体制を一新した再出発のシーズンであった。エンジンはルノー・RS5 3.5リッター V10を搭載し、ジタンがスポンサードした。ドライバーはまずウィリアムズ・ルノーのテストドライバー経歴を持ち、リジェに搭載されるセミATの開発もしていたマーク・ブランデルの起用が決定、リジェ初のイギリス人ドライバーの起用であった。もう1人にはルノーとエルフから推薦されていたエリック・ベルナールが濃厚とされていたが、開幕直前に前年ベネトンでランキング6位と活躍したがシートを失っていたマーティン・ブランドルの加入が決まり、ベルナールはテスト&サードドライバーに就任することになった。これはブランドル自らも「まさか2人ともイギリス人にすると思わなかったので少々驚きもあった」と語るドライバー人事だった。
チャンピオンチームであるウィリアムズと同スペックのルノーエンジンを搭載して2年目となり、開幕戦南アフリカGPでJS39はマーク・ブランデルによりいきなり3位表彰台を獲得し、第2戦ブラジルGPでも5位と連続入賞。マーティン・ブランドルもサンマリノGPで3位表彰台、モナコGPで6位と、リジェ・ルノーは第6戦終了時点ですでに前年を上回る11ポイント獲得、コンストラクターズ4位につけるなど、ルノーV10を搭載して2年目にしてやっとその強力なエンジンパワーに相応しいリザルトを残した。リジェがこれだけの活躍をするのは1986年のターボ時代以来7シーズンぶりのことであった。シーズン通算では23ポイントを獲得し、コンストラクターズランキングは5位という好成績を収めた。しかしシーズン終盤にはオーナーのド・ルーブルに所有していた映画会社に関する商法違反で逮捕されるのではないかと嫌疑が掛けられ、多くの開発作業がストップ。加えてドライバーに1人もフランス人を起用しなかったことでフランスのスポンサー離れも招いていた。シーズン終了後ブランデルはティレル・ヤマハへ、ブランドルはマクラーレン・プジョーへと移籍しリジェを離れた。
なお、日本GPでは日本国内でのジタンタバコの販売開始を記念して、ブランドルのマシンのみ迷彩模様のようなアートカラーリングで走行した。デザインはイタリアの漫画家ウーゴ・プラット が手掛けた。当時のレギュレーションは1台のみスペシャルカラーリングを施すこともできたが、1999年以降は（特例は除いて）同一チームのマシンは同じカラーリングで走行することが義務付けられている。

### 1994年シーズン

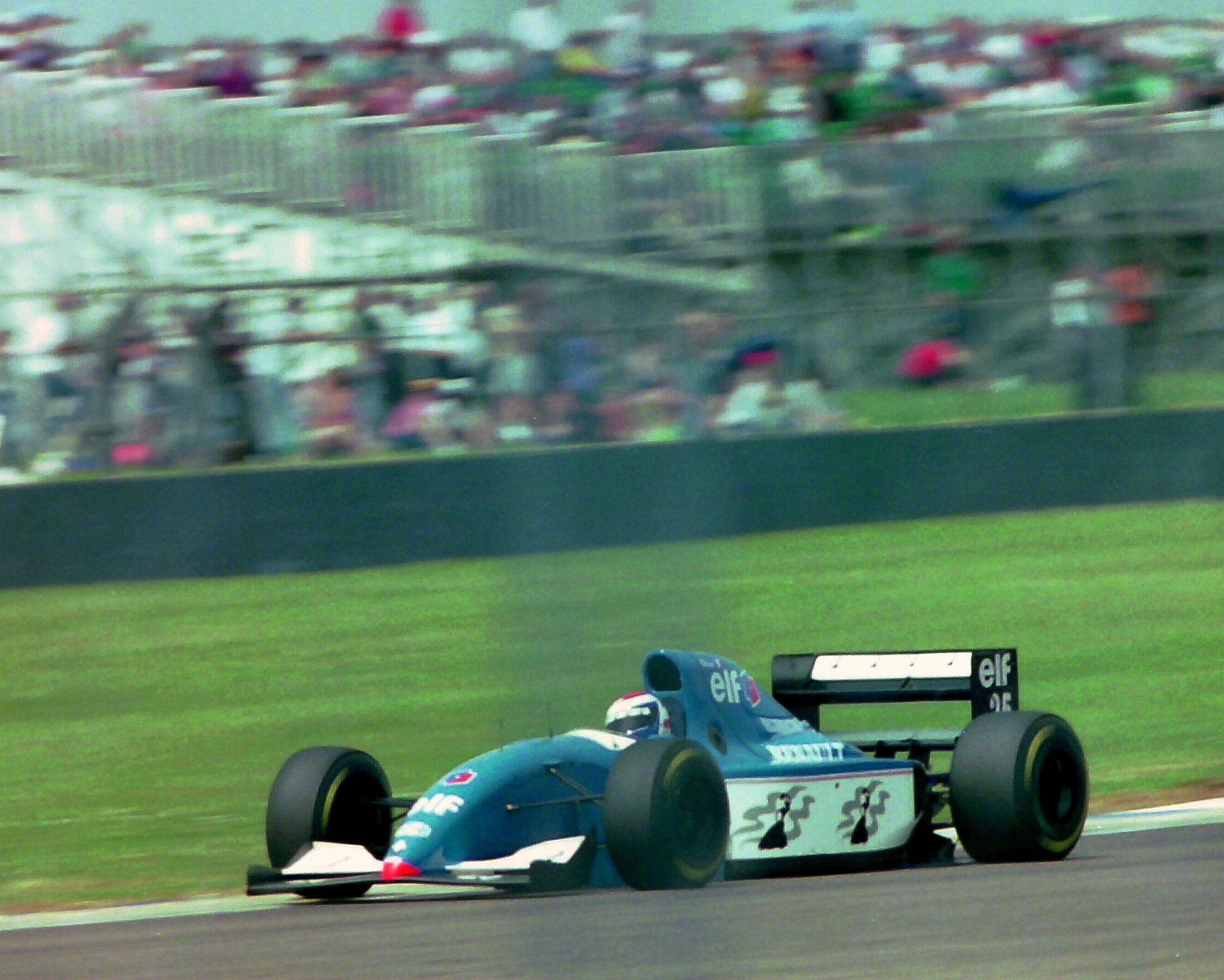
エリック・ベルナールがドライブするJS39B（1994年イギリスGP）

オーナーのド・ルーブルが商法違反と横領の容疑で逮捕され2ヵ月近く収監された。チーム運営費もタイトな状況となったリジェには1994年用の新車を製作する余裕は無く、前年用マシンをJS39Bとして継続使用した。カラーリングを含め外観は前年型とほぼ変化が無かった。エンジンはルノー・RS6 3.5リッター V10を搭載した。ドライバーは前年テストドライバーだったエリック・ベルナールが2年ぶりのF1復帰となり、セカンドシートには1993年の国際F3000選手権でチャンピオンを獲得しエルフの秘蔵っ子でもあるオリビエ・パニスが加入。前年から一転してフランス色を強め、ジタンや、とくに不満を表明したというロトくじ（フランス宝くじ公団）など大口スポンサーへの支援継続を訴えた。
2年目の使用となったマシンは既に古くなっていたうえに、第4戦モナコGP期間中にベネトンのフラビオ・ブリアトーレによる買収が発表されると、テクニカルディレクターのジェラール・ドゥカルージュがチームを去った。中心的なエンジニアもザウバーやシムテックへ流出するなどカナダGPまでチームには何も新しい変化が無く、マシンの方向性はどうなるのかと懸念されたが、カナダGP終了後にベネトンおよびトム・ウォーキンショー・レーシング（TWR）によるチームのテコ入れが開始され、チームマネージャーにチェーザレ・フィオリオ、テクニカルディレクターにはフランク・ダーニーが就任し、さらにベネトンのロリー・バーンもマニクールでのリジェのプライベートテストに顔を出してマシンをチェック。イギリスの施設でJS39Bの風洞実験をするなど、チームはシステマチックに動き出しマシンの戦闘力も上がった。実際に2台が表彰台に上がったドイツGPでは、既にリジェは彼らの指揮下にあった。アンダートレイと空力パーツの改良が加えられ、特にアンダートレイは何種類もテストを繰り返したがどれもハンドリングがセンシティブになる傾向があり、形状が決まるまで時間が掛かった。テストではベネトンドライバーであるヨス・フェルスタッペンとJ.J.レートもJS39Bをドライブし変更パーツの評価を担当した。
シャシーは根本的にメカニカルグリップ不足であるという難点はあったが、他に比べて勝っているルノーV10・RS6エンジンを使用しているメリットは大きく、多少コーナーリング性能で劣っていてもそれをルノーのハイパワーでカバーするようなマシンだった。今宮純はシーズン終了後にJS39Bを「1993年とほとんど変わらないマシンで特別の速さは無かったが、トラブルの発生は非常に少なく、ルノーV10の高い性能を生かして完走を重ねた。ドイツでのダブル表彰台だけでなく、パニスのハンガリーと最終戦アデレード（オーストラリア）でのポイントゲットも効いてコンストラクターズ6位に入り、前年終盤からのチーム内情を考えればこの信頼性は評価すべきマシンだ。」と述べている。また津川哲夫は、「JS39Bは前年から変更が加えられたわけでもなく、1994年の序盤は参戦するだけで手一杯だったが、5月にブリアトーレによる買収発表後このマシンのポテンシャルが明らかに上がったのは、ブリアトーレの力でもフランク・ダーニーのマジックでもなく、元からいるリジェのチームスタッフが余計な心配から解放されたことが大きかったのではないか。」と考察している。シーズン獲得ポイントは13、コンストラクターズランキングは6位となった。
ブリアトーレの目論み通り、翌1995年からベネトンにルノーエンジンを譲り渡すことが決まった。ドライバー選考もベネトンの影響を受け、第14戦ヨーロッパGP直前に破産寸前のロータスからジョニー・ハーバートを買い取ると、それまでのレギュラーだったベルナールをロータスへ放出。ハーバートがベネトンに招聘されると、テストドライバーのフランク・ラゴルスにシートを与えた。
1994年12月12日にはベネトンが獲得したルノー・エンジンを早くテストするための手段として、ベネトンでワールドチャンピオンとなったミハエル・シューマッハがエストリルでJS39Bに乗り、ルノーV10エンジンの初試乗を行った。

## F1における全成績
(key) （太字はポールポジション）
| 年     | シャシー | エンジン           | タイヤ | No. | ドライバー | 1   | 2   | 3   | 4   | 5   | 6   | 7   | 8   | 9   | 10  | 11  | 12  | 13  | 14  | 15  | 16  | ポイント | 順位 |
| ------ | -------- | ------------------ | ------ | --- | ---------- | --- | --- | --- | --- | --- | --- | --- | --- | --- | --- | --- | --- | --- | --- | --- | --- | -------- | ---- |
| 1993年 | JS39     | ルノー RS5 3.5 V10 | G      |     |            | RSA | BRA | EUR | SMR | ESP | MON | CAN | FRA | GBR | GER | HUN | BEL | ITA | POR | JPN | AUS | 23       | 5    |
| 1993年 | JS39     | ルノー RS5 3.5 V10 | G      | 25  | ブランドル | Ret | Ret | Ret | 3   | Ret | 6   | 5   | 5   | 14  | 8   | 5   | 7   | Ret | 6   | 9   | 6   | 23       | 5    |
| 1993年 | JS39     | ルノー RS5 3.5 V10 | G      | 26  | ブランデル | 3   | 5   | Ret | Ret | 7   | Ret | Ret | Ret | 7   | 3   | 7   | 11  | Ret | Ret | 7   | 9   | 23       | 5    |
| 1994年 | JS39B    | ルノー RS6 3.5 V10 | G      |     |            | BRA | PAC | SMR | MON | ESP | CAN | FRA | GBR | GER | HUN | BEL | ITA | POR | EUR | JPN | AUS | 13       | 6    |
| 1994年 | JS39B    | ルノー RS6 3.5 V10 | G      | 25  | ベルナール | Ret | 10  | 12  | Ret | 8   | 13  | Ret | 13  | 3   | 10  | 10  | 7   | 10  |     |     |     | 13       | 6    |
| 1994年 | JS39B    | ルノー RS6 3.5 V10 | G      | 25  | ハーバート |     |     |     |     |     |     |     |     |     |     |     |     |     | 8   |     |     | 13       | 6    |
| 1994年 | JS39B    | ルノー RS6 3.5 V10 | G      | 25  | ラゴルス   |     |     |     |     |     |     |     |     |     |     |     |     |     |     | Ret | 11  | 13       | 6    |
| 1994年 | JS39B    | ルノー RS6 3.5 V10 | G      | 26  | パニス     | 11  | 9   | 11  | 9   | 7   | 12  | Ret | 12  | 2   | 6   | 7   | 10  | DSQ | 9   | 11  | 5   | 13       | 6    |

- パニスは第13戦で9位完走したが、レース後車検でマシン底部のスキッドブロックが削れており規定以下の厚さだったため失格処分を受けた。